# ポール・ド・ラングラード
ポール・アンヌ・ジョゼフ・アレクサンドル・バロン・ジロー・ド・ラングラード(フランス語: Paul Anne Joseph Alexandre Baron Girot de Langlade, 1894年7月26日 - 1980年1月16日)は、フランスの軍人。最終階級は陸軍少将。

## 経歴
第一次世界大戦では第3猟騎兵連隊や第69猟兵大隊を率いて参戦した。
欧州大戦終戦後、騎兵科へ戻ったラングラードは第1アフリカ猟兵連隊に加わり、1927年にはモロッコへ、1940年にはチュニジアへ向かっている。1941年に第12アフリカ猟兵連隊連隊長に就任。
間もなく第12アフリカ猟兵連隊がフィリップ・ルクレール指揮下の第2機甲師団に入ると、ラングラードは自由フランス軍としてヨーロッパでドイツと激闘を交わした。
第二次世界大戦が終戦すると、1947年から1950年までソミュールの騎兵学校に勤務した。
1952年からは第一次インドシナ戦争へ参戦するためカンボジアへ渡り、1954年に帰国、陸軍を退役した。
2010年のオンラインゲームWorld of Tanksには、ラングラードを基にした『ドゥ・ラングラード勲章』が存在する。

## 昇進履歴
- 1915年 - 少尉
- 1918年 - 大尉
- 1936年 - 少佐
- 1942年 - 中佐
- 1943年9月25日[2] - 大佐
- 1944年12月25日 - 准将
- 1948年 - 少将

## 叙勲
- レジオンドヌール勲章
  - レジオンドヌール勲章大十字 (1965年4月26日)
- 1914年乃至1918年従軍十字章（フランス語版）
- 1939年乃至1945年従軍十字章（フランス語版）
- レオポルド勲章（英語版）
- 黒星勲章（英語版）
- シルバースター